# Ischnotoma (Ischnotoma) terminata
Ischnotoma (Ischnotoma) terminata is een tweevleugelige uit de familie langpootmuggen (Tipulidae). De soort komt voor in het Australaziatisch gebied.